# Östergötlands runinskrifter 209
Östergötlands runinskrifter 209 är en runsten i Viby socken i Mjölby kommun. Stenen står alldeles vid gränsen mot Sjögestads socken och Linköpings kommun. Platsen ligger utmed ett gammalt vägstråk strax söder om dagens länsväg 636. Där finns även runstenarna Ög 207 och Ög 208 samt hålvägar och gravfält. Denna sten hade emellertid, enligt Carl Fredrik Nordenskiöld, hittats på en kulle i närheten på 1860-talet. Den var sprucken men har reparerats. Materialet är ljusröd granit och ristningen är utförd på 1000-talet. Inskriften innehåller stungna i-runor.

## Translitteration
I translitteration lyder inskriften på Ög 209:
: tusti : risti : stin : eftiR * tuka * auk * u÷rusta : nefa : sina : 

## Översättning
På nutida svenska är följande vad stenen vill berätta:
Toste reste stenen efter Toke och Oruste, sina brorssöner (eller systersöner).